# Laudatio funebris
La laudatio funebris (lett. lode funebre) era l'orazione che veniva pronunciata presso i Romani in memoria di un defunto illustre, durante la cerimonia funebre. 

## Nel rito funerario
Il rito funerario prevedeva più fasi che includevano un corteo, in cui vi era una processione durante la quale i familiari del defunto esponevano dei calchi dei volti dei loro antenati (detti "imagines"), mentre le praeficae, donne pagate appositamente, intonavano lamentazioni funebri dette neniae.
Al termine della processione, quando il corteo giungeva nel Foro, un membro della famiglia del defunto saliva sui rostri e pronunciava la laudatio: raccontava brevemente la vita del defunto mettendone in particolare risalto gli aspetti principali, come le magistrature ricoperte, le vittorie riportate in battaglia, i trionfi festeggiati.

## Oratoria
Generalmente considerate come il primo esempio di oratoria latina, le laudationes funebres, tra i primi tentativi di creazione di un archivio storico, erano espressione della cultura gentilizia: le gentes glorificavano, attraverso le orazioni funebri, i propri parenti defunti, esaltando le loro gloriose azioni e permettendo così che se ne perpetuasse la memoria. Le orazioni venivano infatti conservate e talvolta riutilizzate in più occasioni.
Con l'intento di glorificare la propria stirpe, inoltre, si tendeva spesso ad inserire all'interno della laudatio notizie inventate, come ascendenze e genealogie leggendarie, o ad alterare i dati storici tramite l'inserimento di magistrature che il defunto non aveva esercitato. Il carattere encomiastico della laudatio, infatti, risulta evidente dal nome stesso del componimento, che si propone di tessere l'elogio del defunto. Simile era il ruolo svolto dalle iscrizioni riportate sulle lapidi tombali, gli elogia.

## Nella storiografia romana
Svetonio ad esempio ricorda che in occasione della morte dell'imperatore romano, Augusto, ebbe due orazioni funebri: una del figliastro, Tiberio, davanti al tempio del Divo Giulio, l'altra di Druso, il figlio di Tiberio, dall'alto dei rostri antichi. Subito dopo i senatori lo portarono a spalla fino al Campo Marzio, dove venne cremato. Un vecchio pretoriano giurò di aver visto salire al cielo il fantasma di Augusto, subito dopo la sua cremazione. 
I personaggi più influenti dell'ordine equestre, in tunica, senza cintura, a piedi nudi, deposero i suoi resti nel mausoleo a lui dedicato, fatto costruire tra la via Flaminia e la riva del Tevere durante il suo sesto consolato, avendo poi aperto al pubblico i boschetti e le passeggiate da cui era circondato. In seguito le ceneri dei suoi successori, della dinastia giulio-claudia, vennero qui deposte.